# Crveno Brdo (Srebrenik, BiH)
Crveno Brdo je naseljeno mjesto u sastavu općine Srebrenika, Federacija Bosne i Hercegovine, BiH. 

## Stanovništvo
| Crveno Brdo        |       |
| godina popisa      | 1991. |
| Bošnjaci           | 283   |
| Srbi               | 30    |
| Hrvati             | 0     |
| Jugoslaveni        | 0     |
| ostali i nepoznato | 1     |
| ukupno             | 314   |